# قرين ال نشوه
قرين بن نشوه هي إحدى قرى الجمهورية اليمنية. تتبع جغرافيا لمحافظة شبوة و إداريًا لمديرية ميفعة تقع على ظفاف وادي عماقين
الاسم  قرين بن نشوه
البلد الجمهوريه اليمنيه
```
العنوان
 محافظة شبوه
```

المكان مديريه ميفعه